# Вулиця Північна (Тернопіль)
Вулиця Північна — вулиця в мікрорайоні «Старий парк» міста Тернополя.

## Відомості
Розпочинається від вулиці Миколи Лисенка, пролягає на схід до вулиці Веселої, де і закінчується. На вулиці розташовані переважно приватні будинки.

## Транспорт
Рух вулицею — двосторонній, дорожнє покриття — асфальт. Громадський транспорт по вулиці не курсує, найближчі зупинки знаходяться на вулицях Веселій та Збаразькій.